# Ivan Chmouratko
Ivan Chmouratko (en ukrainien : Іван Шмуратко), né le 21 décembre 2001 à Kiev, est un patineur artistique ukrainien.

## Biographie

### Carrière sportive
Né en décembre 2001, Ivan Chmouratko a commencé à apprendre à patiner en 2006. Entrainé par l'ukrainienne Vira Volpova à Kiev, il est plusieurs fois médaillé aux Championnats d'Ukraine juniors. Il participe à des Jeux olympiques de la jeunesse au sein de l'équipe d'Ukraine à partir des Jeux olympiques de la jeunesse d'hiver de 2016 à Lillehammer.
En novembre 2018, pour ses débuts internationaux seniors, il remporte le bronze à la Volvo Open Cup (en) en Lettonie. Il remporte plusieurs fois le titre national senior ukrainien de façon consécutive. Il est désigné pour participer aux Championnats du monde de Montréal, mais ceux-ci sont annulés en raison de la pandémie de coronavirus. La pandémie limite le nombre de compétitions auxquelles il peut participer. Il est testé positif au Covid-19 à son arrivée à Pékin, pour les Jeux olympiques d'hiver de 2022, et ne peut pas participer à l'épreuve olympique par équipe. Il est ensuite  autorisé à reprendre la compétition, se classant vingt-deuxième dans le programme court, se qualifiant pour le patinage libre et terminant vingt-quatrième au classement général. Sa présence aux Mondiaux de patinage 2022 à Montpellier est, un moment, incertaine, à la suite de l'invasion de l'Ukraine par la Russie. Il y participe finalement,. Il envisage de rester temporairement en France.

## Palmarès
| Compétition                                                                           | 2016    | 2017    | 2018    | 2019    | 2020    | 2021    | 2022    | 2023    | 2024    | 2025    |
| Jeux olympiques d'hiver                                                               |         |         |         |         |         |         | 24e     |         |         |         |
| Championnats du monde                                                                 |         |         |         | 29e     | CA      | 21e     | 23e     |         | 33e     |         |
| Championnats d’Europe                                                                 |         |         |         | 22e     | F       | CA      | 12e     | F       | 14e     | 16e     |
| Championnats d'Ukraine                                                                | 4e      | 3e      | 3e      | 1er     | 1er     | 1er     | 1er     |         | 2e      |         |
| Championnats du monde juniors                                                         |         |         | 28e     | 16e     | 15e     | CA      |         |         |         |         |
| Grand Prix ISU                                                                        | 2015/16 | 2016/17 | 2017/18 | 2018/19 | 2019/20 | 2020/21 | 2021/22 | 2022/23 | 2023/24 | 2024/25 |
| Trophée de France                                                                     |         |         |         |         |         |         |         | 8e      |         |         |
| Coupe de Russie                                                                       |         |         |         |         |         |         |         |         | 8e      |         |
| Légende : F = Forfait ; CA = Compétitions annulées à cause de la pandémie de Covid-19 |         |         |         |         |         |         |         |         |         |         |